# Compact bot

Schema van een bot: binnenin bevindt zich spongieus bot, buitenom compact bot

Compact bot is botweefsel, opgebouwd uit cellen (osteocyten) en botmatrix. Daarnaast bevat compact bot ook vele bloedvaten die voor de aan- en afvoer van stoffen voor de osteocyten zorgen.
De bloedvaten liggen in nauwe tunneltjes in de matrix. Deze tunneltjes zijn de kanalen van Havers. Rond de kanalen van Havers liggen de osteocyten in kransen gerangschikt, afgewisseld door lamellen beenmatrix. De osteocyten in hun lacunae zijn ook hier via canaliculi met elkaar verbonden. Zodoende ligt iedere osteocyt hoogstens een paar cellagen van het dichtstbijzijnde bloedvat verwijderd. Het traject dat de voedingsstoffen via diffusie naar de cellen moeten afleggen blijft zo, ondanks de dikte van het bot, kort.
Het geheel van kanaal van Havers met de daaromheen gerangschikte lamellen is een osteon of systeem van Havers.